# HLA-System

Lage einiger humanen Leukozyten-Antigene auf dem Chromosom 6 mit den Genorten HLA-A, -B, -C, -DR, -DQ und -DP.

Das Humane Leukozytenantigen-System, kurz HLA-System (englisch human leukocyte antigen system) ist eine Gruppe menschlicher Gene (Humane Leukozytenantigene, HLA; auch HL-Antigene, Histokompatibilitätsantigene und Transplantationsantigene genannt), die für die Funktion des Immunsystems zentral sind. Das System kommt unter dem Namen Haupthistokompatibilitätskomplex (MHC von engl. Major Histocompatibility Complex) bei allen Wirbeltieren vor. Bei Menschen wird der MHC als HLA-System bezeichnet, weil man die Moleküle mit spezifischen Antikörpern auf der Oberfläche von Leukozyten (weißen Blutkörperchen) nachweisen kann, nicht aber auf Erythrozyten (roten Blutkörperchen).

## Gene
Die Gene für alle HLA-Proteine mit Ausnahme des β-Mikroglobulins (Chromosom 15) finden sich in einem etwa 4 Millionen Basenpaare langen Abschnitt ungefähr in der Mitte des kurzen oder p-Armes auf dem Chromosom 6 und lassen sich topographisch und funktional in zwei Klassen einteilen:
- Klasse-I-Antigene (Klasse Ia: HLA-A, HLA-B, HLA-C; Klasse Ib: HLA-E, HLA-F, HLA-G) entsprechen MHC-Klasse-I-Komplex
- Klasse-II-Antigene (HLA-DM, -DO, -DP, -DQ, -DR) entsprechen MHC-Klasse-II-Komplex

Die Klasse-I-Region liegt am Zentromer-fernen Ende des Abschnitts. Die sechs funktionalen HLA-Klasse-I-Genorte sowie etliche Pseudogene und Genfragmente liegen weit verstreut, und die Region enthält auch zahlreiche andere Gene, die nichts mit dem Immunsystem zu tun haben. Beides deutet auf ein hohes evolutionäres Alter dieser Region hin, wie auch das breite Funktionsspektrum der HLA-Klasse-I-Moleküle (neben der Antigenpräsentation auch Regulierung von NK-Zellen in der angeborenen Abwehr, Regulierung des Eisenstoffwechsels usw.).
Die Klasse-II-HLA-Gene liegen eng benachbart im Zentromer-nahen Abschnitt der HLA-Region. Der Aufbau der Region und die auf die Antigenpräsentation in der erworbenen Abwehr beschränkte Funktion der hier codierten Moleküle weisen darauf hin, dass die Klasse-II-HLA-Gene evolutionär jünger sind. Sie haben sich wohl durch Genduplikation aus Klasse-I-Genen entwickelt.
Zwischen diesen beiden Abschnitten liegt die sogenannte Klasse-III-Region, in der sich zwar etliche andere Gene, aber keine HLA-Gene befinden.

## Nomenklatur
Die HLA-Nomenklatur musste 2010 reformiert werden, da die zahlreichen neu entdeckten Allele im alten System, in dem das Allel mit einer zweistelligen Zahl bis 99 angegeben wurde, nicht mehr konsistent benannt werden konnten.
Der vollständige Name setzt sich seither aus folgenden Elementen zusammen:
- der Abkürzung HLA als Präfix
- einem Bindestrich
- einem oder zwei Buchstaben für den Isotyp oder Genort (z. B. HLA-B oder HLA-DR)
- bei Klasse-II-Genen dem Buchstaben A oder B zur Kennzeichnung des Gens für die α- oder β-Kette (z. B. HLA-DRB)
- bei Klasse-II-Genorten mit mehreren Genen (einschließlich Pseudogenen) einer Ziffer (z. B. HLA-DRB3 für das 3. Gen am Genort HLA-DRB)
- einem Sternchen (*) als Separator
- einer Allelgruppen-Nummer, die die spezifische Antigenvariante bezeichnet (z. B. HLA-B*27)
- einem Doppelpunkt als Separator
- einer Zahl, die die Variante (das Allel) des Proteins angibt (z. B. HLA-B*15:01)
- einem weiteren Doppelpunkt als Separator
- einer Zahl, die eine Variante mit synonymer Nukleotidsubstitution angibt (z. B. HLA-B*15:01:01)
- einem weiteren Doppelpunkt als Separator
- einer Zahl, die Varianten in nichtcodierenden Sequenzen (Introns) angibt (z. B. HLA-B*15:01:01:02)
- einem Buchstaben als Suffix, der Auffälligkeiten bei der Expression codiert (siehe Tabelle; z. B. HLA-B*15:01:01:02N für eine nicht exprimierte Variante)

| Buchstabe | Bedeutung                                                                 |
| --------- | ------------------------------------------------------------------------- |
| N         | Null-Allel (keine Expression)                                             |
| L         | Expression an der Zelloberfläche schwächer (lower) als normal             |
| S         | Exprimiertes Protein löslich (soluble), daher nicht an der Zelloberfläche |
| Q         | Normale Expression des Allels fragwürdig (questionable)                   |
| C         | Protein im Cytoplasma, daher nicht an der Zelloberfläche                  |
| A         | Abweichende (aberrante) bzw. ungewisse Expression                         |

Wo es nur auf die Aminosäuresequenz des codierten Proteins ankommt und nicht auf synonyme Nukleotidaustausche, Varianten in nichtcodierenden Sequenzen oder Besonderheiten der Expression, bricht die Benennung nach der Allelgruppe (etwa HLA-A*02) oder dem Allel (etwa HLA-A*02:101) ab.
Die neue Nomenklatur setzt sich in der Praxis nur zögerlich durch. So präsentierte etwa das Zentrale Knochenmarkspender-Register Deutschland noch im Juni 2015 die alte Nomenklatur.

## Medizinische Bedeutung
HL-Antigene dienen der Bestimmung der Histokompatibilität, die für den Erfolg von Transplantationen wichtig ist. Je ähnlicher sich die HLA-Merkmale von Spender und Empfänger sind, desto geringer ist die Gefahr von Abstoßungsreaktionen. Inzwischen setzt sich jedoch die Erkenntnis durch, dass die Bedeutung der Ähnlichkeit der HLA-Merkmale für den Erfolg einer Transplantation überschätzt wurde. Identische HLA-Merkmale finden sich nur bei eineiigen Zwillingen oder Klonen.
Eine weitere wichtige Bedeutung kommt den HL-Antigenen durch die HLA-Typisierung zu. Ihr liegt die Erkenntnis zugrunde, dass viele Krankheiten mit bestimmten HL-Antigenen assoziiert sind. Dadurch lassen sich Rückschlüsse auf das Krankheitsrisiko ziehen.
Des Weiteren wird eine HLA-Austestung von Spender und Empfänger auch in speziellen Fällen vor einer Transfusion von Thrombozytenkonzentraten durchgeführt. Bei Empfängern, die in der Vorgeschichte mehrfach Thrombozyten erhalten haben, kann es zu einer Sensibilisierung kommen, so dass unpassende Thrombozyten schnell wieder zerstört werden. Die Transfusion von HLA angepassten Thrombozyten kann dann notwendig sein, um überhaupt einen Anstieg der Thrombozytenzahlen zu erzeugen.

## Vererbung und Haplotypen
Jeder Mensch besitzt 2 HLA-Merkmale (Allele) pro Genort, ein mütterlich und ein väterlich ererbtes. Die Ausprägung ist kodominant, d. h. beide Allele werden exprimiert. Die HLA-Gene für die verschiedenen Genorte werden zumeist gekoppelt als festes Set (Haplotyp) vererbt. Nur bei etwa 2 Prozent aller Menschen kommt es während der Meiose im Rahmen der Ei- oder Samenzellenbildung zu einer Rekombination zwischen den HLA-Abschnitten der beiden ererbten Chromosomen, also einer Neuanordnung der Allele.
Beispiel: Der Vater hat den Genotyp A1,2;B8,40;DR3,6 mit (z. B.) den beiden Haplotypen a (A1;B8;DR3) und b (A2;B40;DR6).
Die Mutter hat den Genotyp A2,29;B15,44;DR6,7 mit (z. B.) den beiden Haplotypen a (A2;B15;DR6) und b (A29;B44;DR7).
Jedes Kind erbt von jedem Elternteil jeweils einen Haplotypen. Mit großer Wahrscheinlichkeit hat das Kind dann einen dieser vier Genotypen:
- A1,2;B8,15;DR3,6
- A1,29;B8,44;DR3,7
- A2,2;B40,15;DR6,6
- A2,29;B40,44;DR6,7

Als Vaterschaftstest ist eine HLA-Typisierung daher gut geeignet.
Im Verlauf der etwa 10.000 Generationen umfassenden Menschheitsgeschichte haben die individuell seltenen Rekombinationen aber etliche Tausend unterschiedliche Haplotypen entstehen lassen. Da jeder Mensch über zwei dieser Haplotypen verfügt, gibt es in der Gesamtbevölkerung insgesamt Millionen unterschiedlicher Kombinationen von HLA-Klasse-I- und HLA-Klasse-II-Molekülen.